# Dei delitti e delle pene
Dei delitti e delle pene è un breve saggio scritto dall'illuminista milanese Cesare Beccaria e pubblicato nel 1764.
In esso Beccaria si pone con spirito illuminista delle domande circa le modalità di accertamento dei delitti e circa le pene allora in uso.

## Storia editoriale
L'opera fu scritta in italiano e pubblicata anonima nel 1764 a Livorno da Marco Coltellini. Alcuni studiosi ritengono che l'opera sia stata scritta da Pietro Verri e pubblicata anonima a Livorno (per paura di attirare sull'autore i fulmini del governo austriaco), a nome di Beccaria. In una lettera ad amici milanesi, Verri - che si ispirò a Dei delitti per scrivere le Osservazioni sulla tortura - asserisce di aver effettuato la stesura definitiva dell'opera, operando alcune correzioni significative. Si potrebbe quindi ritenere che l'opera sia a quattro mani. Inoltre, fu lo stesso Verri ad ispirare Beccaria sul tema da trattare.
Scrive Pietro Verri nella lettera succitata:
delle conversazioni che giornalmente si tenevano fra Beccaria, Alessandro,
Lambertenghi e me. Nella nostra società la sera la passiamo nella stanza medesima, ciascuno
travagliando. Alessandro ha per le mani la Storia d'Italia,
io i miei lavori economici-politici, altri legge, Beccaria si annoiava e
annoiava gli altri. Per disperazione mi chiese un tema, io gli suggerii questo,
conoscendo che per un uomo eloquente e d'imagini vivacissime era adattato
appunto. Ma egli nulla sapeva dei nostri metodi criminali. Alessandro, che fu
il protettore dei carcerati,
gli promise assistenza. Cominciò Beccaria a scrivere su dei pezzi di carta
staccati delle idee, lo secondammo con entusiasmo, lo fomentammo tanto che
scrisse una gran folla d'idee, il dopo pranzo si andava al passeggio, si
parlava degli errori della giurisprudenza criminale, s'entrava in dispute, in
questioni, e la sera egli scriveva; ma è tanto laborioso per lui lo scrivere, e
gli costa tale sforzo che dopo un'ora cade e non può reggere. Ammassato che
ebbe il materiale, io lo scrissi e si diede un ordine, e si formò un libro.
Il punto stava, in una materia tanto irritabile, il pubblicare quest'opera senza guai. La trasmisi a Livorno al signor Aubert, che aveva stampate le mie Meditazioni sulla felicità. Il
manoscritto lo spedii in aprile anno scorso e da me se ne ricevette il primo
esemplare in luglio 1764. In agosto era già spacciata la prima edizione senza
che in Milano se ne avesse notizia, e questo era quello ch'io cercavo.
Tre mesi dopo solamente il libro fu conosciuto in Milano, e dopo li applausi
della Toscana e d'Italia nessun osa dirne male. Eccovi soddisfatto. Vi
abbraccio e sono.»
Nel 1766 il libro viene incluso nell'indice dei libri proibiti a causa della sua distinzione tra reato e peccato: "Le precedenti riflessioni mi danno il diritto di asserire che l'unica vera misura dei delitti è il danno fatto alla nazione, e però errano coloro che credettero vera misura dei delitti l'intenzione di chi gli commette. Questa dipende dalla impressione attuale degli oggetti e dalla precedente disposizione della mente".
Beccaria affermava che il reato è un danno alla società e quindi all'utilità comune che si esprime come idea nata dal rapporto fra uomini, dall'urto delle opposizioni delle passioni e degli interessi (chiaro riferimento alla teoria contrattualistica alla Rousseau, che vede nella società una sommatoria e un deposito delle libertà particolari alle quali per una parte l'uomo rinuncia per uscire dallo "stato di natura"); il peccato invece, si costituisce come un reato che l'uomo compie nei confronti di Dio, che quindi può essere giudicabile e condannabile solo dallo stesso "Essere perfetto e creatore", confinato dallo scrittore ad un ambito puramente metafisico: 
(Cap. VII, Errori nella misura delle pene)
L'ambito in cui il diritto può intervenire legittimamente non attiene dunque alla coscienza morale del singolo, che per l'autore è sia imperscrutabile da parte dell'uomo, tanto quanto fraintendibile nell'intenzione. All'uomo deve interessare l'esito dell'azione, non la premessa.
(Cap. VII, Errori nella misura delle pene)
Notevole che tra le fonti del Beccaria spuntino anche alcune epistulae Contra Iudices di Teodolfo d'Orléans, dove Teodolfo invita i giudici ad essere equi nell'irrogare pene proporzionate al delitto, fornendo una bella e profonda riflessione sull'essenza della giustizia e del diritto.

## Contenuto

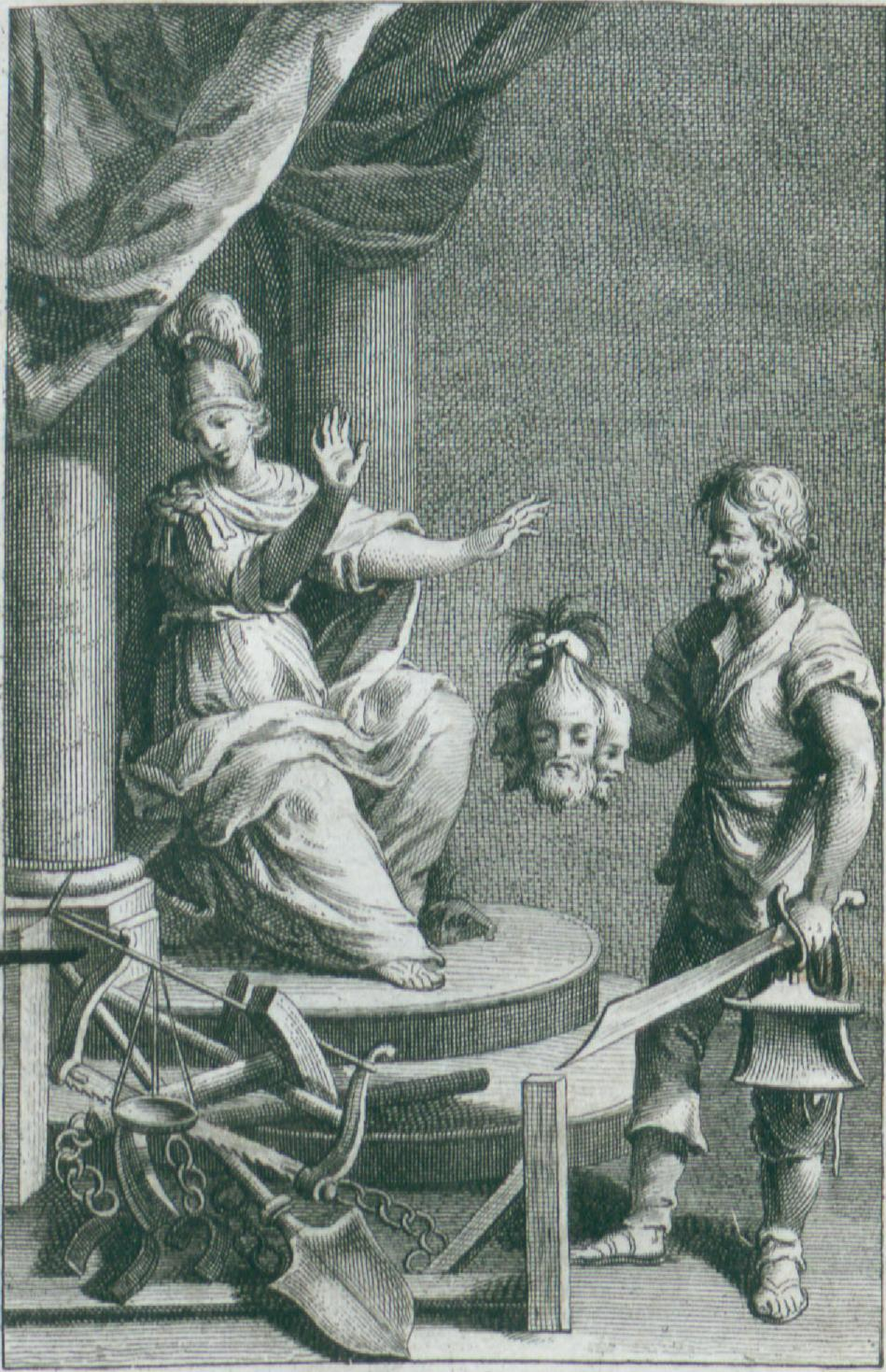
Illustrazione dall'edizione del 1766

Beccaria delinea un "teorema generale" per determinare l'utilità di una pena: "perché ogni pena non sia una violenza di uno o di molti contro un privato cittadino, dev'essere essenzialmente pubblica, pronta, necessaria, la minima delle possibili nelle date circostanze, proporzionata a' delitti, dettata dalle leggi".
Per Beccaria, non l'intensione (ovvero l'intensità), ma «l'estensione», la certezza e la prontezza della pena esercitano un ruolo preventivo dei reati.
Sul tema dell'intensione parlerà nel capitolo in cui tratterà della pena di morte, e lo vediamo influenzato dalle teorie del "sensismo", come fra l'altro lungo tutta l'opera dà dimostrazione: "Non è l'intensione della pena che fa il maggior effetto sull'animo umano, ma l'estensione di essa; perché la nostra sensibilità è più facilmente e stabilmente mossa da minime ma replicate impressioni che dà un forte ma passeggero movimento. L'impero dell'abitudine è universale sopra ogni essere che sente, e come l'uomo parla e cammina e procacciasi i suoi bisogni col di lei aiuto, così l'idee morali non si stampano nella mente che per durevoli ed iterate percosse."
La prontezza della pena invece è utile perché in questo modo l'associazione delle due idee (delitto e pena) è più forte nell'animo umano, in quanto può comprendere più direttamente la relazione di causa ed effetto dei due concetti.
Il lungo ritardo fra delitto e somministrazione della pena non produce altro effetto che di disgiungere sempre più questa relazione di causa-effetto. Nell'immaginario collettivo l'immediatezza della pena serve a rinforzare il senso del giusto castigo, mentre il ritardare la pena farebbe percepire il castigo come una forma di spettacolo.
Anche l'inglese Robert Peel affermò parimenti a Beccaria che la certezza della pena è un valore altrettanto fondamentale, e prevalente sulla gravità della punizione.
Il risultato dei suoi ragionamenti mostra l'inutilità delle pene che venivano usate rispetto allo scopo perseguito: una pena di grande intensità può essere presto dimenticata ed il delinquente può essere in grado di godere dei frutti del suo misfatto. Al contrario, una pena duratura impedirebbe a chi compie un crimine di godere dei frutti del suo reato e, benché non sia intensa, si ricorderebbe più facilmente. Beccaria propone quindi la detenzione in carcere per i colpevoli e i pagamenti come nel caso del contrabbando o dell'insolvenza, quando non in alcuni casi, i lavori forzati "...un uomo privo di libertà, che divenuto bestia di servigio, ricompensa con le sue fatiche quella società che ha offesa...". L'insolvenza è caso particolare, per il quale il milanese divide i debitori in colpevoli ed innocenti. Mentre per il colpevole egli raccomanda la stessa pena prevista per i falsari "poiché il falsificare un pezzo di metallo coniato, che è un pegno delle obbligazioni dei cittadini, non è maggior delitto che il falsificare le obbligazioni stesse", per i debitori innocenti la gravità della colpa deve essere determinata dalla legge (e non dai giudici), così come la pena. Arriva al punto addirittura un "banco pubblico" per "salvare" i debitori in bancarotta.
Caro all'autore è l'argomento che ha per oggetto la proporzione della pena. Ogni pena deve essere rapportata al delitto; non si possono punire l'omicidio e un reato minore con la stessa pena: se ne dedurrebbe una perdita di coscienza di quale fra i due reati sia il peggiore, e si esorterebbe il reo a macchiarsi del più grave dei due, specie a parità di castigo.
Beccaria interviene sia sul tema di prescrizione dei reati, che sulla brevità dei processi. Sia l'estensione dei processi che la possibilità che un reato cada in prescrizione, debbono essere rapportati alla gravità dello stesso. Nel caso di un reato minore infatti, l'autore sostiene che il tempo può curare la cattiva inclinazione del reo, piuttosto che lasciarlo vivere in una condizione di attesa della pena, qualora venisse comprovato colpevole.
Ancora, il milanese interviene sul tema delle leggi, definendo compito del Legislatore (depositario della volontà popolare e nazionale) redigerle in forma chiara, in modo che non siano interpretabili. Al magistrato compete solamente verificare il rispetto della legge.
Fra i temi trattati dall'autore milanese, di particolare interesse è quello inerente al "processo offensivo", in cui l'indagato viene desunto reo e deve discolparsi, e il "processo informativo" dove l'indagato deve essere dimostrato colpevole del misfatto, attraverso una ricerca indifferente delle prove. Sebbene egli più avanti nell'opera, ammetta per breve tempo la custodia preventiva in carcere per l'indagato (per impedire la fuga del presunto colpevole o l'occultamento delle prove), Beccaria sostiene sempre che questi sia da considerarsi innocente fino a prova contraria. Chiara determinazione di questo pensiero si ha nel capitolo XVII, "DEL FISCO", dove il milanese procede verso questo ragionamento, partendo da una sonora critica nei confronti delle pene pecuniarie: "I delitti degli uomini erano il patrimonio del principe. Gli attentati contro la pubblica sicurezza erano un oggetto di lusso. Chi era destinato a difenderla aveva interesse a vederla offesa. L'oggetto delle pene era dunque una lite tra il fisco (l'esattore di queste pene) ed il reo: un affare civile, contenzioso, privato oltre che pubblico, che dava al fisco altri diritti che quelli somministrati dalla pubblica difesa ed al reo altri torti che quelli in cui era caduto, per la necessità dell'esempio. Il giudice era dunque un avvocato del fisco piuttosto che un indifferente ricercatore del vero, un agente dell'erario fiscale anzi che il protettore ed il ministro delle leggi" quindi "Si escludono le ricerche e le prove che rischiarano il fatto, ma che indeboliscono le ragioni del fisco; non è in favore della miseria e della debolezza che si risparmiano qualche volta i tormenti ai rei, ma in favore delle ragioni che potrebbe perdere quest'ente ora immaginario ed inconcepibile. Il giudice diviene nemico del reo...non cerca la verità del fatto, ma cerca nel prigioniero il delitto."
Il Beccaria però, non teme solo la persecuzione dell'indagato e la riduzione della pena da pubblica a privata (con compromissione nel teorema sulla dissuasione al delitto); sostiene anche, che altro problema delle pene pecuniarie e della scarsa obiettività del processo, sia di trovare un delitto maggiore dove è il maggior risarcimento auspicabile, non dove il crimine è maggiore.
Molto famosa nell'opera, è anche la critica che pone alla pena di morte ed alla tortura.
Tra le tesi che egli avanza contro la pena capitale vi è il fatto che lo Stato, per punire un delitto, ne compirebbe uno a sua volta, mentre il diritto di questo Stato, che altro non è che la somma dei diritti dei cittadini, non può avere tale potere, infatti nessuna persona - dice Beccaria - darebbe il permesso ad altri di ucciderla; nel deposito comune delle libertà, non vi è quella di uccidersi, poiché questo risulterebbe in una dissoluzione del contratto sociale.
La pena di morte diviene quindi uno "spettacolo" per alcuni, ed un motivo di "compassione e sdegno" per altri, che vedono l'inadeguatezza della pena. Una errata percezione della religione, della confessione e della redenzione, tra gli strati più bassi della popolazione, faceva sì che i più miseri non temessero questa pena se avevano la possibilità di risultare utili alla loro famiglia grazie al reato: Allora la religione si affaccia alla mente dello scellerato, che abusa di tutto, e presentandogli un facile pentimento ed una quasi certezza di eterna felicità, diminuisce di molto l'orrore di quell'ultima tragedia.
La tortura viene considerata strumento disumano in quanto si ricorre ad esso prima di dimostrare la colpevolezza dell'imputato, ed inutile nel processo, per determinarne o meno la colpevolezza. Sia perché le persone sensibili potrebbero essere inclini a confessare anche il falso, per sfuggire alla pena, sia le persone più dure potrebbero essere considerate oneste nel caso sopportassero la pena: "Un uomo non può chiamarsi reo prima della sentenza del giudice, né la società può toglierli la pubblica protezione, se non quando sia deciso ch'egli abbia violati i patti col quale fu accordata. Quale è dunque quel diritto, se non quello della forza, che dia la potestà ad un giudice di dare una pena ad un cittadino, mentre si dubita se sia reo o innocente? Non è nuovo questo dilemma: o il delitto è certo o incerto; se certo, non gli conviene altra pena che la stabilita dalle leggi, ed inutili sono i tormenti, perché inutile è la confessione del reo; se è incerto, è non devesi tormentare un innocente, perché tale è secondo le leggi un uomo i di cui delitti non sono provati. Ma io aggiungo di più, ch'egli è un voler confondere tutt'i rapporti l'esigere che un uomo sia nello stesso tempo accusatore ed accusato, che il dolore divenga il crociuolo della verità, quasi che il criterio di essa risieda nei muscoli e nelle fibre di un miserabile. Questo è il mezzo sicuro di assolvere i robusti scellerati e di condannare i deboli innocenti.". "Altro ridicolo motivo della tortura è la purgazione dell'infamia... Si crede che il dolore, che è una sensazione, purghi l'infamia, che è un mero rapporto morale...Un dogma infallibile ci assicura che le macchie contratte dall'umana debolezza e che non hanno meritata l'ira eterna del grand'Essere, debbono da un fuoco incomprensibile essere purgate; ora l'infamia è una macchia civile, e come il dolore ed il fuoco tolgono le macchie spirituali ed incorporee, perché gli spasimi della tortura non toglieranno la macchia civile che è l'infamia?. Beccaria rivede allo stesso modo questo aspetto "mistico" della tortura, anche nella confessione pubblica in tribunale, la quale alla stregua del sacramento della confessione, dovrebbe allontanare l'infamia dal reo; ma invece "...l'infamia è un sentimento non soggetto né alle leggi né alla ragione, ma alla opinione comune. La tortura medesima cagiona una reale infamia a chi ne è la vittima".
Partendo soprattutto dalle posizioni sulla pena capitale e sulla tortura, se ne deduce che Beccaria segue la corrente di pensiero italiano sul tema del fine delle pene, in chiave illuminista. La pena deve avere funzione rieducativa di tipo "politico", in altre parole deve fungere da deterrente, garantire la sicurezza sociale tramite l'estensione della pena (come una lunga detenzione o un ergastolo, quantomeno nelle condizioni detentive del tempo) piuttosto che con l'intensione (la pena di morte secondo Beccaria viene temuta meno dell'ergastolo dal condannato), esercitando una funzione efficace e intimidatoria: "Il fine dunque non è altro che d'impedire il reo dal far nuovi danni ai suoi cittadini e di rimuovere gli altri dal farne uguali"' e "Qual è il fine politico delle pene? Il terrore degli altri uomini...Egli è importante che ogni delitto palese non sia impunito, ma è inutile che si accerti che sta sepolto nelle tenebre. Un male già fatto, ed a cui non v'è rimedio, non può esser punito dalla società politica che quanto influisce sugli altri con la lusinga dell'impunità.".
In questo senso, la pena di morte non svolge un'adeguata azione intimidatoria poiché, secondo l'opinione di Beccaria, lo stesso criminale teme meno la morte di un ergastolo (quantomeno nelle condizioni detentive del tempo) o di una miserabile schiavitù, si tratta di una sofferenza definitiva contro una sofferenza reiterata. Inoltre, potrebbe suscitare compassione nei soggetti osservanti, quindi non rafforza il senso di obbligatorietà della legge e il senso di fiducia nelle istituzioni, anzi lo diminuisce. Per questo, suggerisce invece di sostituirla con i lavori forzati, in modo che il reo, ridotto a “bestia di servigio”, fornirà esempio duraturo ed incisivo dell'efficacia della legge, risarcendo la società dai danni provocati; e, così facendo, nel contempo si salvaguarda il valore della vita. Questa condizione è assai più potente dell'idea della morte e spaventa più chi la vede che chi la soffre; è quindi efficace ed intimidatoria, benché tenue. In realtà così facendo viene sostituita alla morte del corpo la morte dell'anima, il condannato viene annichilito interiormente.
Beccaria ammette che il ricorso alla pena capitale sia necessario solo quando l'eliminazione del singolo fosse il vero ed unico freno per distogliere gli altri dal commettere delitti, come nel caso di chi fomenta tumulti e tensioni sociali: ma questo caso non sarebbe applicabile se non verso un individuo molto potente e in caso di una guerra civile (come nel caso di Robespierre per chiedere la condanna di Luigi XVI).
In maniera conforme allo spirito illuminista di origine francese del tempo, Beccaria nel Capitolo XXVI del libro, tratta "Dello Spirito della Famiglia", ponendo una critica alla repubblica che stimi sua cellula fondativa e firmataria del contratto sociale, non l'uomo, ma le famiglie. Egli attribuisce questa condizione ad una situazione di anomia, che è la prevalenza di tante piccole monarchie contro l'interesse comune incarnato dallo Stato. Tante piccole monarchie che fermerebbero lo spirare di un sentimento di uguaglianza fra gli uomini, visti per lo più soggetti alla volontà del capofamiglia. L'autore ritrova in questa condizione, un contrasto fra morale domestica e morale pubblica, dove la prima porterebbe a suo dire, a privilegiare il "bene di famiglia".
Al termine dell'opera, Beccaria analizza alcuni sistemi per prevenire il delitto, e li delinea nelle scienze, nell'educazione piuttosto che nel comando, e nelle ricompense. Sulle ricompense, sarà un altro autore, Giacinto Dragonetti, a scrivere un trattato che funge appunto da compendio all'opera del Beccaria, intitolato Delle Virtù e dei Premi.

## Influenza culturale

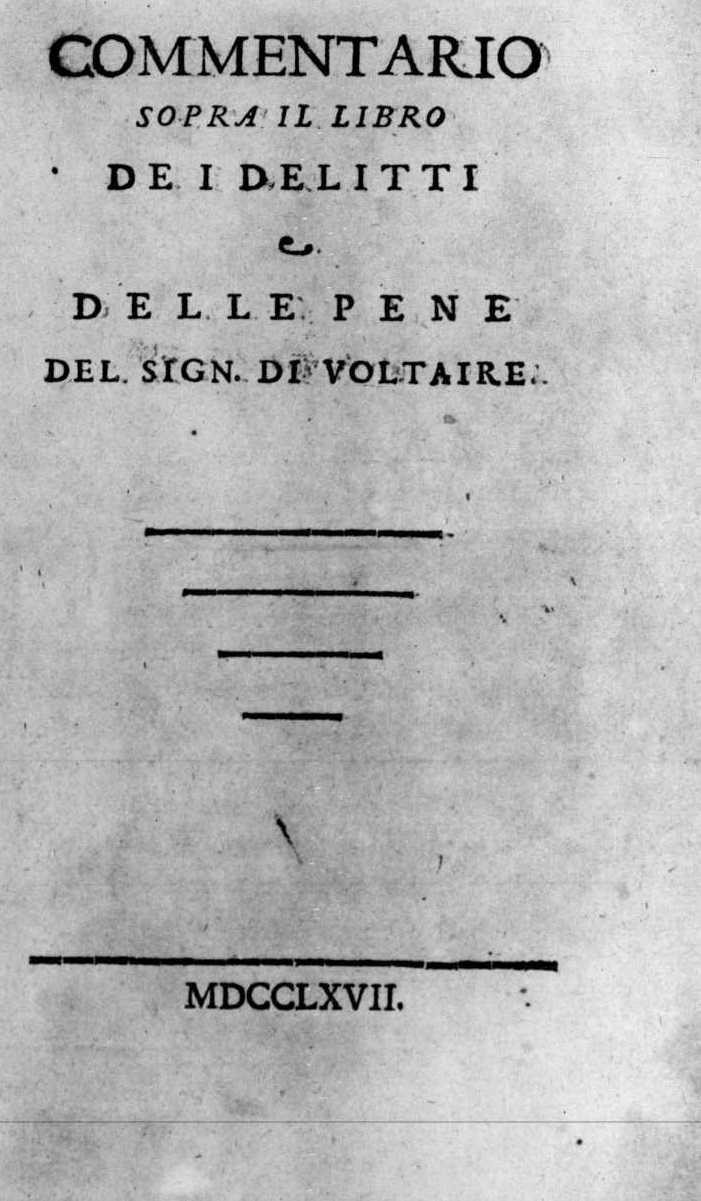
Il commento di Voltaire sull'opera di Beccaria, 1767

L'opera incontrò un notevole successo ed ebbe vasta popolarità in tutta Europa. Apprezzata nella Milano illuminista, fu vista come il prodotto dell'attività innovatrice in Francia (dove incontrò l'apprezzamento entusiastico dei filosofi dell'Encyclopédie, di Voltaire e dei philosophes più prestigiosi che lo tradussero con le note di Denis Diderot e lo considerarono come un vero e proprio capolavoro), e fu utilizzata da Caterina II di Russia come "livre de chevet", seppur mai messa in pratica, a causa delle frequenti ribellioni come quella di Pugačëv.
Nel 1766 fu tradotta in francese dall'abate André Morellet. In francese l'opera conobbe una notevole diffusione, poiché in questo periodo era forte l'egemonia della Francia e le persone di cultura parlavano e scrivevano in francese con naturalezza, anche se di diversa nazionalità. Traducendo il testo, Morellet apportò peraltro numerose modifiche, mutando la suddivisione in paragrafi e ritoccandolo in più punti: a questo proposito, Diderot parlò infatti di «un vero assassinio»; poiché, tuttavia, Beccaria diede il suo avallo alla traduzione, essa circolò largamente e sulla base della versione di Morellet fu compiuta anche una revisione del testo italiano (a partire dall'edizione uscita a Livorno con l'indicazione "Londra 1774").
Thomas Jefferson e i padri fondatori degli Stati Uniti d'America, che lessero Dei delitti direttamente in italiano, ne presero spunto per le nuove leggi costituzionali americane, in particolare per quanto riguarda la posizione a favore delle armi da fuoco. Il pensiero di Beccaria sul porto delle armi da fuoco, che egli riteneva un utile strumento di deterrenza del crimine, si riassume nelle seguenti citazioni:
Le leggi che proibiscono di portare armi sono leggi di tal natura; esse non disarmano che i non inclinati né determinati ai delitti, mentre coloro che hanno il coraggio di poter violare le leggi più sacre della umanità e le più importanti del codice, come rispetteranno le minori e le puramente arbitrarie, e delle quali tanto facili ed impuni debbon essere le contravvenzioni, e l'esecuzione esatta delle quali toglie la libertà personale, carissima all'uomo, carissima all'illuminato legislatore, e sottopone gl'innocenti a tutte le vessazioni dovute ai rei? Queste peggiorano la condizione degli assaliti, migliorando quella degli assalitori, non iscemano gli omicidii, ma gli accrescono, perché è maggiore la confidenza nell'assalire i disarmati che gli armati. Queste si chiamano leggi non prevenitrici ma paurose dei delitti, che nascono dalla tumultuosa impressione di alcuni fatti particolari, non dalla ragionata meditazione degl'inconvenienti ed avantaggi di un decreto universale.»
Di questo trattato Voltaire scrisse un commento.
Sull'onda del successo di questa proposta di riforma giudiziaria, la pena di morte fu abolita per la prima volta nel Granducato di Toscana, il 30 novembre 1786.

## Bibliografia

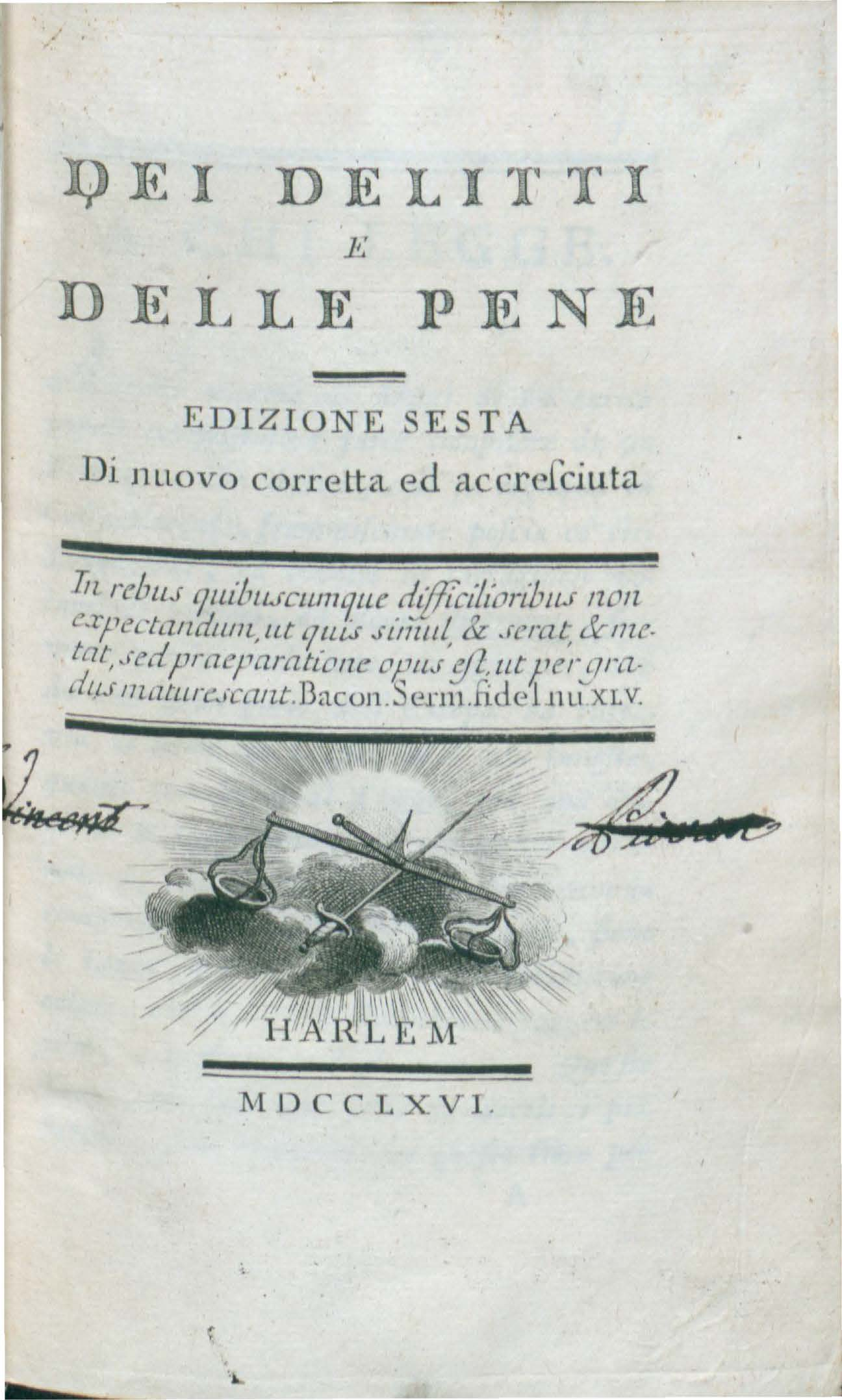
Dei delitti e delle pene, 1766